# Салаутина, Анна Петровна
Анна Петровна Салаутина (1903—1991) — советская баскетболистка. Заслуженный мастер спорта СССР (1947).

## Биография
Выпускница ГЦИФК.
Одна из основоположниц женского баскетбола в «Динамо». Чемпионка СССР 1924 года.
В 1929—1934 годах — инструктор по спорту и старший преподаватель в юношеских и вузовских коллективах.
В 1935—1952 годах на руководящей работе в «Юном динамовце» (инструктор, ответственный секретарь).
В 1953—1958 годах — сотрудник Управления спортигр Спорткомитета СССР.